# 부칙
부칙(附則)은 법령에서 주된 내용을 담고 있는 본칙에 대해 부수하는 필요 사항을 기재하는 부분을 말한다. 부칙의 예로는 대한민국 헌법 부칙 등이 있다. 또한 법령이 아닌 사내 규정이나 단체 규율에 대해서도 부칙을 사용한다.

## 부칙에서 규정한 사항
- 해당 법령의 시행시기에 관한 내용
- 해당 법령의 시행 기일 (법령 전체의 시행 시기 또는 일부 규정의 시행 시기)
- 해당 법령과 다른 관계법령과의 관계
- 해당 법령의 개정 전 법률과의 충돌되는 규정들에 대한 경과 규정

## 법률 개정시
법률이 일부 개정될 경우 기존 부칙은 삭제되지 않고 남아 유효하다. 새로 부칙이 생길 경우 기존 부칙의 아래에 덧붙인다. 법률이 전면 개정될 경우 기존 부칙은 모두 삭제된다. 법률 전면 개정시 기존 부칙이 모두 무효화된다는 학설이 있고, 법률 전면 개정은 법률 폐지가 아니므로 기존 부칙이 유효하다는 학설이 있다. 실무상에서는 이런 문제를 해결하기 위해 법률 전면 개정시 기존 부칙 중에서 필요한 것은 개정판에 옮겨적는다. 판례상으로는 법률 전면 개정시에는 법률의 제정 의도에 비추아 보아 특별한 사정이 없는한 기존 부칙은 무효라는 판결이 많다. 하지만 특별한 사정으로 보아 기존 부칙이 유효하다는 판례도 있다.